# Gare d’Avignon TGV

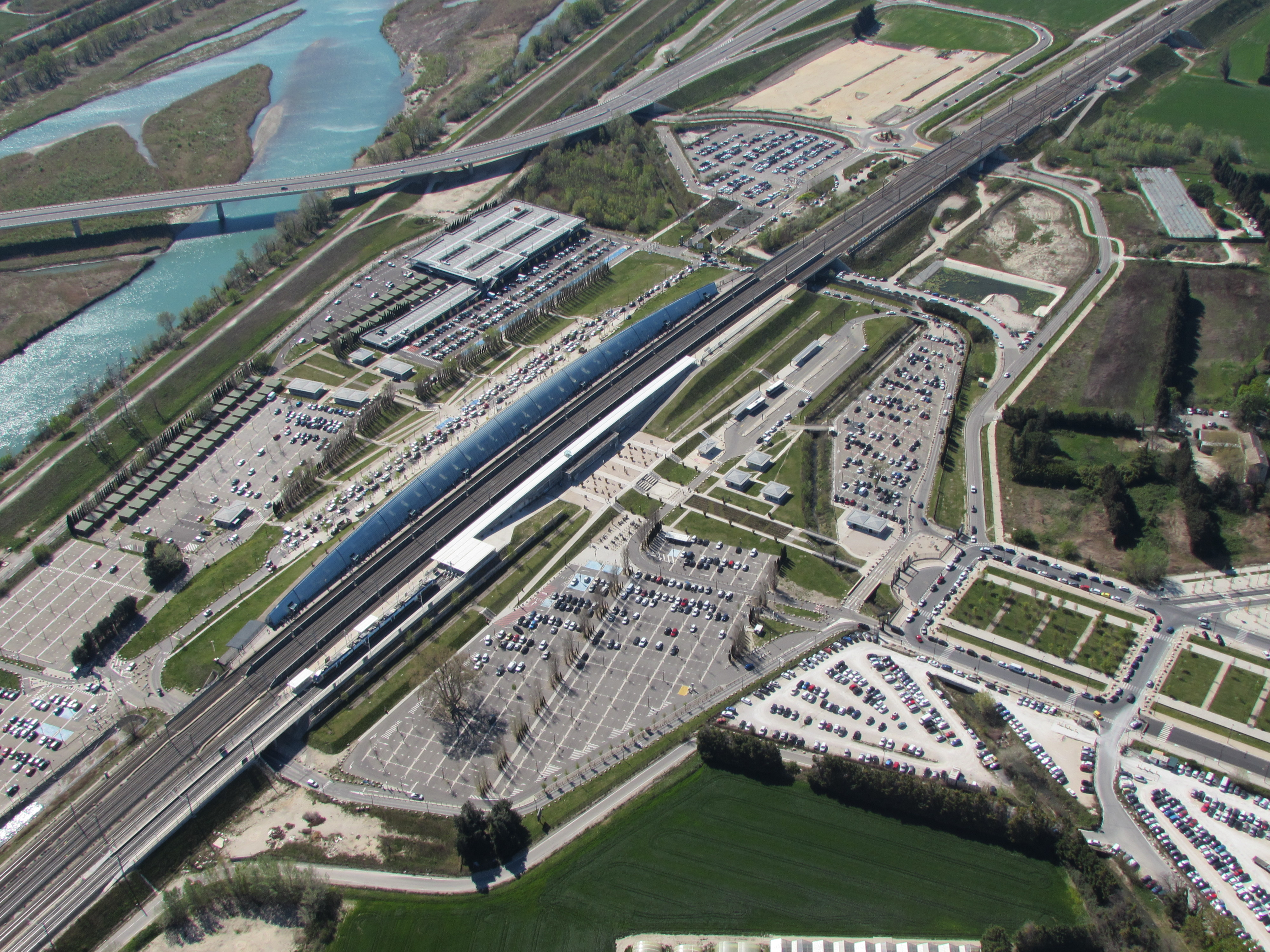
Az állomás madártávlatból

Gare d’Avignon TGV vasútállomás Franciaországban, Avignon településen.

## Vasútvonalak
Az állomást az alábbi vasútvonalak érintik:
- Combs-la-Ville-Saint-Louis-vasútvonal
- LGV Méditerranée

## Kapcsolódó állomások
A vasútállomáshoz az alábbi állomások vannak a legközelebb:
- Gare d’Aix-en-Provence TGV
- Gare de Valence-Rhône-Alpes-Sud TGV
- Gare d’Avignon-Centre

## Érdekességek
Ezen az állomáson játszódik a Mr. Bean nyaral egyik jelenete, mikor Mr. Beant leszállítják a Cannes-ben tartó TGV vonatról.